# Karcer (album)
Karcer – pierwszy album zespołu Karcer nagrany w 1991 w gdyńskim studio „Modern Sound” i wydany w tym samym roku przez wytwórnię Arston.

## Lista utworów
1. „Mitomania” – 2:25
2. „Gest idoli” – 3:53
3. „Twarz dzika” – 2:59
4. „Ponad głowami” – 3:10
5. „997” – 4:33
6. „Gluttons for Dust” – 4:02
7. „Nowa religia” – 2:58
8. „Kłamca” – 4:34
9. „Drunken by the Liberty” – 3:52
10. „Gwiazda przedmiotem pożądania” – 3:27
11. „Błysk i dźwięk” – 3:39
12. „Wszystko jest w tobie” – 3:26

## Skład
- Krzysztof Żeromski – wokal, gitara
- Przemysław Brosz – gitara
- Adam Lao – gitara basowa
- Tomasz Fangrat – perkusja

Realizacja:
- Adam Toczko – nagranie, miks i mastering